# Фаша
Фаша (итал. Fascia) је насеље у Италији у округу Ђенова, региону Лигурија.
Према процени из 2011. у насељу је живело 21 становника. Насеље се налази на надморској висини од 1113 м.

## Становништво
Према резултатима пописа становништва 2011. у општини је живело 100 становника.
| 1936. | 1951. | 1961. | 1971. | 1981. | 1991. | 2001. | 2011. |
| ----- | ----- | ----- | ----- | ----- | ----- | ----- | ----- |
| 392   | 352   | 254   | 213   | 153   | 138   | 122   | 100   |